# Loiblbach
Der Loiblbach ist ein rechtes Nebengewässer der Drau. Er entspringt als Zelenicagraben am Karawankenhauptkamm unweit des Loiblpasses im Loibltal. Beim Gasthaus Deutscher Peter (seit 1500) treibt er ein 500-kW-Schaukraftwerk. Am Kleinen Loibl, einer Talenge, tritt der Loiblbach in die Tscheppaschlucht ein, die mit einem Wanderweg erschlossen ist, und nimmt mit dem aus dem Bodental kommenden Bodenbach sein wichtigstes Nebengewässer auf. Bei Unterloibl verlässt der Loiblbach die Enge der Tscheppaschlucht und des Loibltales und tritt ins Rosental ein, wo er bei Unterferlach in die Drau mündet.

## Belege
1. 1 2  Flächenverzeichnis der österreichischen Flussgebiete. Draugebiet. In: Bundesministerium für Land- und Forstwirtschaft, Umwelt und Wasserwirtschaft (Hrsg.): Beiträge zur Hydrographie Österreichs. Heft Nr. 59. Wien 2011, S. 61 (bmlrt.gv.at [PDF; 3,6 MB]).
2. 1 2 3  KAGIS – Kärnten Atlas
3. ↑  Bundesministerium für Land- und Forstwirtschaft, Umwelt und Wasserwirtschaft (Hrsg.): Hydrographisches Jahrbuch von Österreich 2011. 119. Band. Wien 2013, S. OG 343 (info.bmlrt.gv.at [PDF; 12,9 MB])
4. ↑  Fertigstellung KW Loiblbach. Archiviert vom Original (nicht mehr online verfügbar) am 2. Mai 2014; abgerufen am 30. April 2014.  Info: Der Archivlink wurde automatisch eingesetzt und noch nicht geprüft. Bitte prüfe Original- und Archivlink gemäß Anleitung und entferne dann diesen Hinweis.